# ヴァレリー・プレイム

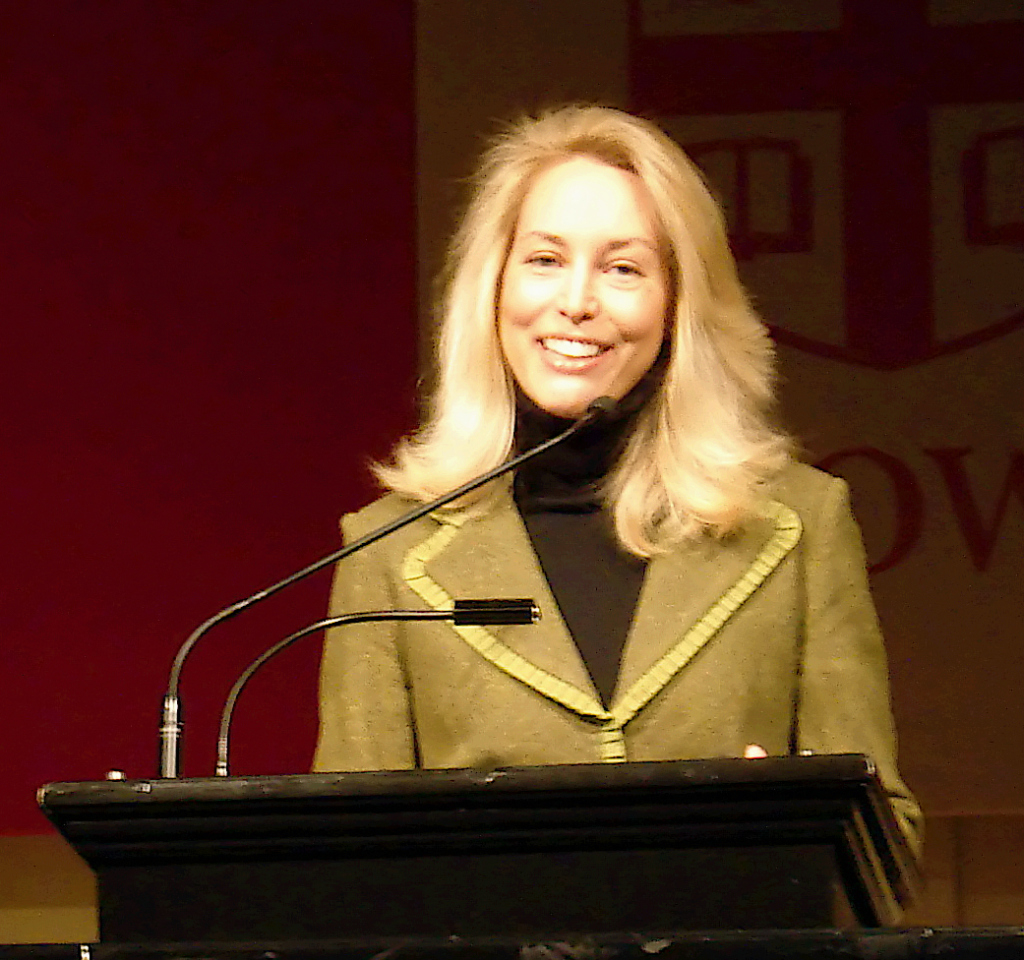
ヴァレリー・プレイム

ヴァレリー・エリス・ウィルソン（Valerie Elise Wilson、1963年4月19日 - ）、結婚前の姓名パレリー・エリス・プレイム（Valerie Elise Plame）は、作家、元CIA秘密工作員の女性である。
1963年にアラスカ州アンカレッジに生まれる。ペンシルベニア州立大学を卒業後、CIAにスカウトされバージニア州の研修所で訓練などを受ける。その後、ボストンにあるCIAによる架空会社の社員となり、海外出張という名目で大量破壊兵器の調査などの任務を行っていた。２番目の夫ジョゼフ・ウィルソンとはワシントンD.C.で出会い、1998年4月3日に結婚した。(なお、ジョゼフとは2017年に離婚)
夫ジョゼフはイラク戦争において、ブッシュ政権の主張する大量破壊兵器の存在に批判的であった。だが、そのためそれに報復を試みたアメリカ合衆国政府により、2003年7月14日に彼女がCIAの工作員であるという身分を漏洩された。これにより彼女は活動が出来なくなってしまった。
事件の詳細は、ジョゼフ・ウィルソンの回顧録『The Politics of Truth』、ヴァレリー・プレイムの回顧録『Fair Game』として出版されている。
プレイム事件は映画『フェア・ゲーム』（2010年、監督：ダグ・リーマン／主演：ナオミ・ワッツ、ショーン・ペン）となり、第63回カンヌ国際映画祭のコンペティション部門に正式出品された。ナショナル・ボード・オブ・レビュー賞では「表現の自由賞」を受賞している。